# Пресика (Врбовсько)
45°24′ пн. ш. 15°04′ сх. д. / 45.40° пн. ш. 15.07° сх. д.
Пресика (хорв. Presika) — населений пункт у Хорватії, у Приморсько-Горанській жупанії у складі міста Врбовсько.

## Населення
Населення за даними перепису 2011 року становило 14 осіб.
Динаміка чисельності населення поселення:

## Клімат
Середня річна температура становить 8,75 °C, середня максимальна – 22,08 °C, а середня мінімальна – -6,00 °C. Середня річна кількість опадів – 1453 мм.
| Клімат поселення                              | Клімат поселення | Клімат поселення | Клімат поселення | Клімат поселення | Клімат поселення | Клімат поселення | Клімат поселення | Клімат поселення | Клімат поселення | Клімат поселення | Клімат поселення | Клімат поселення | Клімат поселення |
| Показник                                      | Січ.             | Лют.             | Бер.             | Квіт.            | Трав.            | Черв.            | Лип.             | Серп.            | Вер.             | Жовт.            | Лист.            | Груд.            |                  |
| Середній максимум, °C                         | 6,05             | 7,01             | 9,93             | 13,84            | 18,78            | 22,08            | 21,64            | 21,21            | 17,41            | 13,18            | 7,84             | 4,49             |                  |
| Середня температура, °C                       | 0,03             | 0,98             | 3,91             | 7,81             | 12,74            | 16,04            | 17,93            | 17,51            | 13,71            | 9,47             | 4,14             | 0,77             |                  |
| Середній мінімум, °C                          | −6               | −5,04            | −2,1             | 1,79             | 6,72             | 10,01            | 14,22            | 13,79            | 10,00            | 5,76             | 0,42             | −2,93            |                  |
| Норма опадів, мм                              | 83               | 89               | 105              | 127              | 114              | 133              | 105              | 115              | 134              | 160              | 163              | 125              |                  |
| Середньомісячна швидкість вітру, м/с          | 1.94             | 2.10             | 2.37             | 2.29             | 2.15             | 1.99             | 1.93             | 1.89             | 1.82             | 1.92             | 2.10             | 2.10             |                  |
| Середньомісячна сонячна радіація, кДж/м²·день | 4225             | 6992             | 10285            | 14603            | 18763            | 20327            | 21726            | 18536            | 13556            | 8750             | 4628             | 3515             |                  |
| --------------------------------------------- | ---------------- | ---------------- | ---------------- | ---------------- | ---------------- | ---------------- | ---------------- | ---------------- | ---------------- | ---------------- | ---------------- | ---------------- | ---------------- |
| Джерело:                                      |                  |                  |                  |                  |                  |                  |                  |                  |                  |                  |                  |                  |                  |